# Уфимский справочный листок
Уфимский справочный листок — газета на русском языке, выходившая в Уфе в 1909—1910. Ежедневно с 1909; с 1910 — 3 раза в неделю.
Редактор и издатель: П. И. Бутыльникова.

## График выхода в XX веке
OG Д XVI 54/37: 1909, № 1 (3 нояб.) −10, 12-23, 26-34, 36-46 (31 дек.), 1910, № 1 (3 янв.)

## Содержание
Публиковались сведения о товарах и услугах.

## Изучение
В. В. Пугачёв в докторской диссертации «Уфимская книжность. Эволюция газетного, журнального, типографского и книжного дела» среди основных источников исследования газеты и журналы Уфимской губернии: «Оренбургские губернские ведомости», «Уфимские губернские ведомости», «Уфимский край», «Уфимский вестник», «Уфимская жизнь», «Вестник Уфы», «Уфимская земская газета», «Заволжский летописец», «Пчела», «Мозаика», «Лига», «Листок белого цвета», «Вестник Оренбургского учебного округа», «Уфимские епархиальные ведомости», «Известия Центросоюза», «Белебеевский сельскохозяйственный листок», «Справочный листок Белебеевского уездного земств», «Сеятель», «Уфимский листок объявлений и извещений», «Уфимский справочный листок».